# Endasys albior
Endasys albior är en stekelart som beskrevs av Luhman 1990. Endasys albior ingår i släktet Endasys och familjen brokparasitsteklar. Inga underarter finns listade i Catalogue of Life.